# باید مرا با تاج ببینی
باید من را با تاج ببینی (به انگلیسی: You Should See Me in a Crown) تک‌آهنگی از هنرمند اهل ایالات متحده آمریکا بیلی آیلیش است.